# Hanžeković Memorial 2018
Il Hanžeković Memorial 2018 è stato la 66ª edizione dell'annuale meeting di atletica leggera; le competizioni hanno avuto luogo allo Stadion SRC Mladost di Zagabria, il 3 e il 4 settembre 2018. Il meeting è stato l'ultima tappa del circuito IAAF World Challenge 2018.

## Risultati[1]

### Uomini
| Specialità       |                 | Prestazione | 2º classificato     | Prestazione | 3º classificato        | Prestazione |
| 100 m            | Mike Rodgers    | 10"08       | Tyquendo Tracey     | 10"18       | Aaron Brown            | 10"24       |
| 200 m            | Alonso Edward   | 20"17       | Aaron Brown         | 20"23       | Ncincilili Titi        | 20"48       |
| 400 m            | Luka Janežič    | 46"03       | Mohamed Nasir Abbas | 46"04       | Martyn Rooney          | 46"13       |
| 800 m            | Nijel Amos      | 1'44"08     | Marcin Lewandowski  | 1'44"43     | Jonathan Kitilit       | 1'44"50     |
| 1500 m           | Elijah Manangoi | 3'32"52     | Yomif Kejelcha      | 3'32"59     | Ayanleh Souleiman      | 3'33"93     |
| 110 m ostacoli   | Orlando Ortega  | 13"39       | Devon Allen         | 13"50       | Freddie Crittenden     | 13"52       |
| Salto con l'asta | Timur Morgunov  | 5,76 m      | Sondre Guttormsen   | 5,56 m      | Melker Svärd Jacobsson | 5,56 m      |
| Salto in lungo   | Luvo Manyonga   | 8,46 m      | Tomasz Jaszczuk     | 7,98 m      | Thobias Montler        | 7,89 m      |
| Getto del peso   | Ryan Crouser    | 22,09 m     | Tomas Walsh         | 21,78 m     | David Storl            | 21,46 m     |
| Lancio del disco | Fedrick Dacres  | 68,17 m     | Lukas Weißhaidinger | 64,50 m     | Mason Finley           | 64,21 m     |

### Donne
| Specialità       |                        | Prestazione | 2º classificato     | Prestazione | 3º classificato   | Prestazione |
| 100 m            | Marie-Josée Ta Lou     | 11"05       | Michelle-Lee Ahye   | 11"28       | Daryll Neita      | 11"33       |
| 400 m            | Salwa Eid Naser        | 50"54       | Stephenie McPherson | 51"20       | Lisanne de Witte  | 52"30       |
| 3000 m           | Lilian Kasait Rengeruk | 8'33"37     | Norah Jeruto        | 8'33"61     | Gudaf Tsegay      | 8'33"78     |
| 100 m ostacoli   | Sharika Nelvis         | 12"65       | Brianna McNeal      | 12"66       | Christina Manning | 12"79       |
| 400 m ostacoli   | Anna Ryzhykova         | 55"89       | Victoriya Tkachuk   | 56"24       | Meghan Beesley    | 56"43       |
| Salto triplo     | Elena Panțuroiu        | 13,63 m     | Eva Mustar          | 12,94 m     | Tea Glavic        | 12,56 m     |
| Lancio del disco | Sandra Perković        | 67,60 m     | Yaimé Pérez         | 64,78 m     | Valarie Allman    | 61,38 m     |